# 烏丸祐一
烏丸 祐一（からすま ゆういち、1月1日 - ）は、日本の男性声優。賢プロダクション所属。茨城県出身。

## 略歴
スクールデュオ第11期卒業生。剣殺陣集団を経て舞台や映像に出演した後、声優に転向。

## 人物
趣味は料理、博物館・史跡巡り、VRゲーム、VTuberの配信を観ること。特技は殺陣、茨城弁。

## 出演
太字はメインキャラクター。

### テレビアニメ
2011年
- ダンタリアンの書架（紳士A）
- プリティーリズム・オーロラドリーム（男A）

2012年
- アイカツ!（2012年 - 2015年、司会者、舞台監督、カメラマン、司会芸人）
- 宇宙兄弟（マイケル・エアロフ、増田大貴、おやじドライバー、六太の後輩、職員）
- グスコーブドリの伝記（学生A）
- PSYCHO-PASS サイコパス（ディレクター、老夫婦）
- ジョジョの奇妙な冒険（吸血鬼C）
- 探検ドリランド（ハンター）
- リトル・チャロ〜東北編〜（金の駒）

2013年
- ガンダムビルドファイターズ（ラルフ・ジャクソン）
- 義風堂々!! 兼続と慶次（兵士）
- 進撃の巨人（ボリス・フォイルナー）
- ちはやふる2（テニス部部長、小田誠、武井永太、亀田精久、観客）
- バトルスピリッツ ソードアイズ（白スティンガー）
- マギ The kingdom of magic（ネロ、ヨーン、盗賊頭、船員、海賊A 他）

2014年
- 銀の匙 Silver Spoon（客B）
- クレヨンしんちゃん（2014年 - 2022年、警官C、ブリーフ探偵）
- ジョジョの奇妙な冒険 スターダストクルセイダース（店主）
- ソウルイーターノット!（捜査官）
- ドラえもん（テレビ朝日版第2期）（2014年 - 2016年、作業員、中学生、泥棒、ピカソ）
- 七つの大罪（村人E）
- 忍たま乱太郎（ドクタケ忍者）
- パックワールド（2014年 - 2015年、ファズビッツ、ザック、警備ゴースト、ディング・ア・リング兄弟・緑、ゴースト司会者 他）
- Free!-Eternal Summer-（岩鳶高校放送部員）
- ブレイドアンドソウル（デカ鼻、商店主、憲兵A、酒場の男）
- マケン姫っ!通（敵B）
- 妖怪ウォッチ（2014年 - 2023年、認MEN・A、妖怪ウォッチの音声）- 2シリーズ

2015年
- 俺物語!!（3年男子B）
- 牙狼 -紅蓮ノ月-（賊）
- 銀魂゜（2015年 - 2016年、黒駒勝男の手下A、奴隷船リーダー、天導衆）
- ハッカドール THE あにめ〜しょん（店員、社長、おばあちゃん、じいや）
- バトルスピリッツ 烈火魂（赤バトラーA、青バトラーA）

2016年
- 紅殻のパンドラ（手下B）

2017年
- バチカン奇跡調査官（プッチーノ）
- EVIL OR LIVE（ヒョウ）

2018年
- 剣王朝（申玄）
- イナズマイレブン アレスの天秤（細井長夫、サル・ガタナス）- 2シリーズ

2020年
- NOBLESSE -ノブレス-（ペドロ先生）
- 呪術廻戦（店員）

2021年
- 出会って5秒でバトル（レッドドラゴン梶）
- ユーレイデコ（男）

2022年
- ヒューマンバグ大学 -不死学部不幸学科-（山岸鉄平、ケビン、神林修）

2025年
- ニャイト・オブ・ザ・リビングキャット（野盗）

### 劇場アニメ
- サンタ・カンパニー（2014年、ルドルフ3世[5]）

### OVA
- アベンジャーズ コンフィデンシャル: ブラック・ウィドウ & パニッシャー（2014年、ハルク）
- 今際の国のアリス（2014年）※コミックス第13巻DVD付き限定版
- 機動戦士ガンダム THE ORIGIN（2016年、学生）

### Webアニメ
- ポケットモンスター オメガルビー・アルファサファイア メガスペシャルアニメーション（2014年、ポケモン）
- 1000ちゃんスペシャルショートドラマ2（2015年、犯人、ザピー、フォアグラス、悪党A、最強くん）
- マスター・オブ・トルク（2015年）
- HERO MASK（2018年、グリム[6]）

### ゲーム
2011年
- イナズマイレブンGO（ヒロト部下、係員、ひったくり）
- 神撃のバハムート（ネイサン、???）
- 二ノ国 白き聖灰の女王
- ファイナルファンタジーXIII-2
- ファイナルファンタジー零式

2012年
- アーマード・コアV
- 倭人異聞録〜あさき、ゆめみし〜（賽）
- ガールズRPG シンデレライフ（尾上松五郎、相田譲二）
- Kinect スター・ウォーズ
- Halo 4

2013年
- SOUL SACRIFICE
- ダンボール戦機W
- ライトニング リターンズ ファイナルファンタジーXIII

2014年
- ウォッチドッグス
- クロノスリング（ダヴィッド、コンスタンツォ、オットーXX世、ダンディ、エンド 他）
- 真・三國無双7 Empires（エディット音声〈熱血2・老練2〉）
- ハースストーン（Floating Watcher、Flying Machine他）
- 魔女王
- 妖怪ウォッチ2 元祖/本家/真打（認MEN・A）

2015年
- 喧嘩番長6〜ソウル&ブラッド〜（稲葉翔太）
- グランブルーファンタジー
- ドラゴンクエストVIII 空と海と大地と呪われし姫君（フォート）
- ドラゴンクエストヒーローズ 闇竜と世界樹の城
- ブレイブリーセカンド
- Far Cry 4
- 妖怪ウォッチバスターズ 赤猫団/白犬隊（認MEN・A）

2016年
- SDガンダム GGENERATION GENESIS（レスタ・キャロット）
- GRAVITY DAZE 2/重力的眩暈完結編:上層への帰還の果て、彼女の内宇宙に収斂した選択
- CR機動新撰組 萌えよ剣3
- 妖怪三国志（認MEN袁兄弟）
- 妖怪ウォッチ3 スシ/テンプラ/スキヤキ（認MEN・A）

2017年
- 真・戦国バスター（毛利元就）
- マインクラフト:ストーリーモード シーズン2（レーダー、カーマイン、テリー 他）
- 妖怪ウォッチバスターズ2 秘宝伝説バンバラヤー ソード/マグナム（認MEN・A、あきらMEN・A）

2018年
- クイズRPG 魔法使いと黒猫のウィズ（マケーシュラ）

2019年
- 妖怪ウォッチ4++（認MEN・A）

2020年
- ファイナルファンタジーVII リメイク
- ゼルダ無双 厄災の黙示録

2021年
- ドラゴンクエストX いばらの巫女と滅びの神 オンライン（虚無の邪神、邪神ヴァニタトス、バルベロイ）

2024年
- ロマンシング サガ2 リベンジオブザセブン（シゲン）

### ドラマCD
- ニンジャスレイヤー キョート・ヘル・オン・アース（2014年、チンピラ）※ドラマCD付特装版

### BLCD
- 吸血ダーリン case.5 国内結婚・漫画家編（2013年）
- 吸血ダーリン Fan Disc vol.1（2014年）
- 妓楼の軍人（2015年、マダム）
- 玉響（2015年、麻倉の父）
- 泥中の蓮（2017年、男B）

### 吹き替え

#### 担当俳優
マティアス・シュヴァイクホファー
- アーミー・オブ・ザ・デッド（ディーター）
- アーミー・オブ・シーブズ（ディーター）
- ハート・オブ・ストーン（ハートのジャック）

#### 映画
- アイアン・フィスト
- アウトポスト37
- アタック・ザ・ブロック（パトリック）
- アフター・アース（医療スタッフ1）
- アメリカン・ハッスル（ジュリアス）
- ある決闘 セントヘレナの掟（アイザック〈エモリー・コーエン〉）
- インデペンデンス・デイ2014
- ウォークラフト
- エアフォースワン・ダウン（ペトロヴィッチ）
- X-MEN:フューチャー&パスト（トード〈エヴァン・ジョニクカイト〉）
- エンド・オブ・ホワイトハウス
- 顔のないスパイ（ニュースキャスター）
- かぞくモメはじめました
- 紀元前1万年（神官2）
- キャリー（ケニー[13]）
- キング・オブ・ヴァジュラ 金剛王（瘋猿）
- クラウド9（ニック）
- クレイヴン・ザ・ハンター[14]
- ゲッタウェイ スーパースネーク
- コードネーム: ジャッカル
- 強奪のトライアングル（クワン兄貴）
- GODZILLA ゴジラ（爆弾追跡担当[15]）
- コズモポリス（シャイナー〈ジェイ・バルチェル〉）
- 最初に父が殺された
- 西遊記〜はじまりのはじまり〜（道長、ヒゲ）
- 殺人の告白（J〈チョン・ヘギュン〉）
- THE FORGER 天才贋作画家 最後のミッション（キーガン〈アンソン・マウント〉）
- ザ・プレデター（バクスリー〈トーマス・ジェーン〉[16]）
- ザ・マスター（ヴァル・ドッド〈ジェシー・プレモンス〉）
- 猿の惑星: 聖戦記[17]
- シンデレラ（フィネアス〈ロブ・ブライドン〉[18]）
- 人生はビギナーズ
- スカイ・キッズ
- 素敵な人生の終わり方
- ストレイト・アウタ・コンプトン（DJイェラ〈ニール・ブラウン・Jr〉）
- スノーホワイト[19]
- 300 〈スリーハンドレッド〉 〜帝国の進撃〜（捕虜）
- ターミネーター:新起動/ジェニシス（ジャンセン）
- 奪命金（チャン刑事）
- だれもがクジラを愛してる。（アーノルド）
- 誰よりも狙われた男（ジャマール〈メディ・デビ〉）
- チャイルド・プレイ/誕生の秘密（アンディ・バークレー〈アレックス・ヴィンセント〉）
- 地球最後の男
- チャ刑事
- チェイス・ザ・ドリーム（ラリー）
- チョコレートドーナツ
- DCエクステンデッド・ユニバース
  - バットマン vs スーパーマン ジャスティスの誕生（シーザー）
  - ジャスティス・リーグ（テロリストB[20]）
  - ジャスティス・リーグ:ザック・スナイダーカット（テロリストB[21]）
- テッド
- 22ジャンプストリート（ゴースト〈ピーター・ストーメア〉）
- トパーズ（ムノス）
- トランスフォーマー/ロストエイジ（補佐官）
- ドラゴン・コップス －微笑（ほほえみ）捜査線－（保険員〈ウー・ジン〉）
- トワイライト・サーガ/ブレイキング・ドーン Part2（ウラジミール〈ノエル・フィッシャー〉）
- ノア 約束の舟
- パージ
- ハード・パニッシャー（ウォレン）
- パディントン（スリ）
- バトル・ハザード（リース）
- ハミングバード（フォレスター）
- バルフィ! 人生に唄えば
- ハングオーバー・ゲーム（おしゃべりカケス、テンプルスミス、ソー）
- ビザンチウム（ワーナー〈トゥーレ・リントハート〉）
- ビトレイヤー（ジュカ・オガドワ）
- 夫婦の楽園?! エデンへようこそ
- ファイ 悪魔に育てられた少年（ドンボム）
- ファンタスティック・フォー（政府高官）
- フェニックス〜約束の歌（クァンサム）
- ブライド・ウエポン（ロバート・グラント〈トリート・ウィリアムズ〉）
- ブレイクアウト
- プレミアム・ラッシュ
- ヘラクレス（テュデウス〈アクセル・ヘニー〉[22]）
- ホールディング・ザ・マン 君を抱いて (ティム)
- ポップガン (クレイジー・レッグズ)
- ポルターガイスト
- ポンペイ2014（ケーン）
- マーガレット・サッチャー 鉄の女の涙（マイケル・ヘーゼルタイン〈リチャード・E・グラント〉）
- マーベル・シネマティック・ユニバース
  - キャプテン・アメリカ/ウィンター・ソルジャー
  - アベンジャーズ/エイジ・オブ・ウルトロン（キャメロン）
  - ガーディアンズ・オブ・ギャラクシー:リミックス（ハーフナット[23]）
- マライアと失われた秘宝の謎
- ミッション:インポッシブル/フォールアウト（デルブルック〈クリストファー・ヨーネル〉[24]）
- ミッドナイト・イン・パリ（F・スコット・フィッツジェラルド〈トム・ヒドルストン〉）
- やがて哀しき復讐者（バーテン、マーク）
- 誘拐交渉人
- 欲望のバージニア（ヘンリー・アブシャイア保安官補〈リュー・テンプル〉）
- ライド・アロング〜相棒見習い〜（マネージャー男）
- ラスト・ナイツ（ギザ・モット〈アクセル・ヘニー〉）
- ル・アーヴルの靴みがき
- レイジング・コップス（ハラデイ）
- レクイエム 最後の銃弾
- REC/レック3 ジェネシス（モンチョ）
- ロックアウト（スリック）
- ロンドン・ヒート
- ワールド・オン・ファイアー（サミュエル）

#### ドラマ
- 青のピアニスト
- アンフォゲッタブル 完全記憶捜査
- アンブレラ・アカデミー （クラウス・ハーグリーブス/４号〈ロバート・シーハン〉）
- VINYL ヴァイナル
- ヴァンパイア・ダイアリーズ
- ウエストワールド
- ウォーキング・デッド
- The Exorcist/エクソシスト
- エージェント・カーター
- NCIS: ニューオーリンズ
- NCIS 〜ネイビー犯罪捜査班
- エレメンタリー ホームズ&ワトソン in NY
- オースティン&アリー
- オリジナルズ
- GIRLS/ガールズ
- キム・マンドク 美しき伝説の商人
- キャッスル 〜ミステリー作家は事件がお好き（アレックス、グレゴリー・ボルコフ〈ネスター・セラーノ〉、カール・ビリャンテFBI主任〈ヤンシー・アリアス〉 他）※毎回異なる役でレギュラー出演
- ギルモア・ガールズ
- 救命医ハンク セレブ診療ファイル
- THE KILLING/キリング
- KING兄弟
- キング 〜Two Hearts
- GRIMM/グリム
- 刑事ジョー パリ犯罪捜査班（ヤニック・モラン〈クリス・ブレイジャ〉）
- 刑事フォイル
- ゲーム・オブ・スローンズ（オレル〈マッケンジー・クルック〉、ロック〈ノア・テイラー〉、イェッザン）
- 荒野のピンカートン探偵社
- GOTHAM/ゴッサム
- THE PATH/ザ・パス（サイラス、リチャード〈クラーク・ミドルトン〉）
- ザ・ファーム
- THE BLACKLIST/ブラックリスト（スモーキー・パットナム）
- THE FLASH/フラッシュ（カイル・ニンバス/ザ・ミスト〈アンソニー・キャリガン〉）
- THE BRINK/史上最低の作戦（ラフィク・マスード〈アーシフ・マンドヴィ〉）
- ジ・アメリカンズ（オレグ・イゴレヴィッチ・ブロフ〈コスタ・ローニン〉）
- CSI:科学捜査班
- CSI:ニューヨーク（リポーター）
- CSI:マイアミ
- シェイムレス 俺たちに恥はない（ゲイリー）
- ジェシー!
- JETT/ジェット（ジャック・“ジャッキー”・デノン〈マイケル・アロノフ〉）
- ジャーナリスト事件簿〜匿名の影〜（記者〈エンドレ・ヘレストヴェイト〉）
- 主任警部アラン・バンクス
- 私立探偵ヴァルグ（イーサクセン〈エンドレ・ヘレストヴェイト〉）
- 水滸伝 All Men Are Brothers（西門慶、阮小五、鄭天寿、宣賛、董平、朱貴、朱武）
- スキャンダル 託された秘密
- スクリーム・クイーンズ
- スタートレック:ディスカバリー
- SUITS/スーツ（エリック・ウッドオール、リチャード・ジェンセン〈ジョシュ・スタンバーグ〉、ネイサン）
- STALKER : ストーカー犯罪特捜班
- スーパーナチュラル
- スパルタカスIII ザ・ファイナル
- S.W.A.T.
- センス8（監督、ライリーの父、警察署長、宝石商）
- ダ・ヴィンチと禁断の謎（セルピエロ）
- THIS IS US 36歳、これから
- ディファイアンス（ミコ、テショー）
- デビアスなメイドたち
- トゥルーブラッド（タルボット）
- Dr.HOUSE（デイモン先生）
- とび蹴りアチョ〜ズ
- ナイト・オブ・キリング 失われた記憶
- ナルコス（エドゥアルド・サンドバル）
- 西海岸捜査ファイル グレイスランド（ホイッスラー）
- ノンストップ・スリラー「暴走地区-ZOO-」
- PERSON of INTEREST 犯罪予知ユニット（トリム）
- ハリーズ・ロー 裏通り法律事務所（アマンダ）
- THE 100/ハンドレッド
- ピーキー・ブラインダーズ
- ビカミング・ア・ゴッド（スタン・ヴァン・グランデガード〈ウスマン・アライ〉[25]）
- Big Little Lies/ビッグ・リトル・ライズ
- 火の女神ジョンイ（イ・ピョンイク）
- ヒューマン・ターゲット（バーテンダー）
- FARGO/ファーゴ
- ファントム（チョン局長）
- フォーリング スカイズ（ロジャー・カダル〈ロバート・ショーン・レナード〉）
- ブラインドスポット タトゥーの女
- THE FLASH/フラッシュ（カイル・ニンバス / ザ・ミスト〈アンソニー・キャリガン〉）
- プリーチャー（フィオーレ〈トム・ブルック〉）
- プリティ・リトル・ライアーズ
- THE BRIDGE/ブリッジ シーズン2（ヤコブ）
- BULL / ブル 法廷を操る男
- BRAVE NEW WORLD/ブレイブ・ニュー・ワールド（バーナード・マルクス〈ハリー・ロイド〉[26]）
- VEGAS/ベガス
- HOMELAND（マックス）
- BONES
- ホワイトチャペル 終わりなき殺意4
- Marvel アイアン・フィスト（ダヴォス〈サチャ・ダワン〉）
- マジシャンズ（エリオット〈ヘイル・アップルマン〉）
- Major Crimes 〜重大犯罪課
- メンタリスト
- やりすぎ配信! ビザードバーク
- ヤング・スーパーマン
- ユーリカ 〜事件です!カーター保安官〜
- リジー・ボーデン 美しき殺人鬼
- リベンジ（若い男）
- リミットレス
- LUCIFER/ルシファー
- レコニング 〜深淵をのぞく者〜（レオ・ドイル〈サム・トラメル〉[27]）
- LEFTOVERS/残された世界
- REVOLUTION
- ロー&オーダー（シューメイカー）
- Law & Order: UK（イーライ / ジャマール〈ジョン・ボイエガ〉）
- ローズマリーの赤ちゃん
- 私はラブ・リーガル
- ワンス・アポン・ア・タイム（グレッグ・メンデル〈イーサン・エンブリー〉）

#### アニメ
- アルティメット・スパイダーマン（バルチャー、ンーカンツ）
- エバーアフターハイ（マッドハッター、時計うさぎ、白の騎士）
- ガーディアンズ・オブ・ギャラクシー
- 学園NINJAランディ（妖術師）
- キャプチャー・ザ・フラッグ 月への大冒険!
- サンダーバード ARE GO
- スター・ウォーズ/クローン・ウォーズ（ドクター・グバチャー、シルマン）
- 転生宗主の覇道譚 〜すべてを呑み込むサカナと這い上がる〜（悠楊〈ヨウ・ヤン〉[初出 2]）
- ドクター・ストレンジ: 魔法大戦（コーリー）
- ドックはおもちゃドクター（王様、ビッグ・ジャック）
- となかいロビー 宇宙人との遭遇（テイパー）
- バード・ストーリー（セシル）
- パワーパフガールズ（第2作）（パックラット）
- ビー・クール スクービー・ドゥー!
- ピムとポムのちっちゃな冒険（アーキバルト、ハクチョウ、妖精、司会）
- ぼくはクラレンス!（パーシー、ジョシュア）
- ボルトロン
- マーベル ロケットとグルート
- ヤング・ジャスティス（ラグーン・ボーイ）
- 勇者ソー 〜アスガルドの伝説〜（フェンリル）
- RWBY（バーソロミュー・ウーブレック）
- 龍族 -The Blazing Dawn-（駅員）
- LEGO スター・ウォーズ:ドロイド・テイルズ（メイス・ウィンドゥ、ストームトルーパー）
- LEGO スター・ウォーズ/フリーメーカーの冒険（ストームトルーパー）
- LEGO スター・ウォーズ:ヨーダ・クロニクル（メイス・ウィンドゥ、オッゼル提督、ストームトルーパー）
- ロード・オブ・ザ・リング/ローハンの戦い（ハラドリム傭兵1[28]）
- ロボカーポリー（ダンプー、レティ）
- ロボット・チキン（メイス・ウィンドゥ、ザッカス、カール）
- ワールド・オブ・ウィンクス（ジム）

### ボイスオーバー
- アンダー・カバー・ボス
- BS世界のドキュメンタリー
- カラフル! スイス 私の森を守りたい
- 大型討論番組 グローバル・アジェンダ
- ザ・イリュージョン 世界のトップマジシャンたち
- ザ・インパクト
- ショップジャパン
- 地球ドラマチック
  - 「モナリザ 微笑が秘めた真実」
- Discovery Channel ドキュメンタリー
- ディファイアント・ワンズ: ドレー&ジミー
- 投獄：カリーフ・ブラウダーの失われた時間
- DOGTOWN & Z-BOYS
- ドクター・オズ・ショー
- National Geographic ドキュメンタリー
- 発掘 アジアドキュメンタリー
- ハリウッドトップ 10
- バーンファインド お宝バイク
- ピットブル・レスキュー
- BBC ドキュメンタリー
- プロジェクトランウェイ・オールスターズ
- プロジェクト・ランウェイ7（アンソニー・ウィリアムズ）
- 米軍エリートへの道
- ホテル・ヘル 熱血！再生プロジェクト
- マーサ・スチュワート・ショー
- モーガン・フリーマン 時空を超えて
- モデルズ・オブ・ランウェイ

### オーディオドラマ
- TBSラジオドラマ　木根尚登作「天使の涙」
- VOMIC クロガネ（猿渡優）
- 花降楼シリーズ 恋煩う夜降ちの手遊び
- ファタモルガーナの館III〜あなたに寄り添う音の物語 銑鉄の章〜

### 舞台
- M&Asage
  - マリオネットは月夜に踊る
  - wingless

### CM
- Libre出版 アニメイト店内CM
- ショップジャパン

### その他コンテンツ
- 完全勝利ダイテイオー プロモーションディスク 完全勝利Ver.（ドウカーク）

### シリーズ一覧
1. ↑  『妖怪ウォッチ』（2014年 - 2016年）、『妖怪ウォッチ♪』（2023年）
2. ↑  『アレスの天秤』（2018年）、続編『オリオンの刻印』（2018年）

### 初出話一覧
1. ↑  第5話初出
2. ↑  第4話初出